# Петир Бейлиш
Лорд Петир Бейлиш (англ. Petyr Baelish) по прозвищу Мизинец (англ. Littlefinger) — персонаж романов американского писателя-фантаста Джорджа Мартина из цикла «Песнь Льда и Огня». Появляется в книгах «Игра престолов» (1996), «Битва королей» (1998), «Буря мечей» (2000), «Пир стервятников» (2005) и «Ветра зимы». Несмотря на то, что в книгах Петир Бейлиш не является центральным персонажем, в сериале Петир Бейлиш является одним из ключевых героев.

## Родословная, герб, прозвище
Правнук наёмника из Браавоса, получившего небольшой замок на одном из полуостровов Перстов. Мастер над монетой (министр финансов) в совете короля Роберта Баратеона, позднее — лорд Харренхолла, верховный лорд Трезубца и лорд-протектор Долины. Получил прозвище «Мизинец» из-за своего небольшого роста, дал ему это прозвище брат Кейтилин Старк Эдмур Талли, наследник Речных земель. Герб: пересмешник, в книге ранее гербом была голова Браавосского титана.

## Роль в сюжете

### До начала описываемых событий
В молодости воспитывался в замке Риверран, где влюбился в Кейтилин Талли. Узнав о помолвке Кейтилин и наследника Винтерфелла, Брандона Старка, вызвал последнего на поединок, но проиграл, получив тяжёлую рану. После выздоровления был отослан из Риверрана. Стал возлюбленным Лизы, второй дочери лорда Талли.
После прихода к власти Роберта Баратеона Петир Бейлиш получил должность в таможне, а со временем занял место в королевском совете в качестве «Мастера над монетой».

### Непосредственно в рамках цикла
Активно участвовал в придворных интригах. Способствовал началу войны между домами Ланнистеров и Старков. Обманул и предал Эддарда Старка, впоследствии поддерживал короля Джоффри. За успехи в переговорах с домом Тиреллов был удостоен титула лорда Харренхолла.
Организовал побег Сансы Старк из Королевской Гавани, выдав её за свою незаконную дочь. Прибыв в Долину Аррен, женился на Лизе, леди Долины. Вскоре после свадьбы убил свою жену и стал лордом-протектором, несмотря на недовольство местных феодалов, получив, таким образом, контроль над несовершеннолетним лордом Робертом Арреном.

## Личность
Один из исследователей называет Мизинца «политически ангажированным комбинатором».
По мнению другого автора, Петир Бейлиш обладает чертами, типичными для психопата, такими как «развитие преступных наклонностей», неспособность к созданию сильных эмоциональных привязанностей, отсутствие «искреннего раскаяния в собственных действиях».
Среди поступков, совершаемых Мизинцем, немало таких, которые могут считаться не только аморальными, но и преступными. Петир Бейлиш
был замешан в нескольких хладнокровных убийствах. В их числе — отравление Лизой Аррен собственного мужа, положившее начало
междоусобице в Вестеросе. Жертвой интриг Мизинца становится и Эддард Старк. Заручившись доверием лорда Винтерфелла, Петир Бейлиш, в итоге, способствует его пленению и казни. Женившись на овдовевшей Лизе, Мизинец вскоре убивает и её. Характерно
и убийство Бейлишем его помощника — сира Донтоса — организовавшего бегство дочери Старков: «клинок и похороны в море» — надёжный
способ избавления от ненужных свидетелей.
Угрызения совести или сочувствие к кому бы то ни было не свойственны Петиру Бейлишу. Его слова о том, что он «всего лишь пешка в игре,
а не игрок», едва ли способны утешить Сансу Старк, потерявшую отца. Чувства других людей для Мизинца мало что значат. Единственное, что он принимает в расчет — уязвимость окружающих: «Каждый чего-то хочет… А когда ты знаешь, чего хочет человек, ты понимаешь, кто он такой и как им управлять».
Примечательно высказывание Тириона Ланнистера, сумевшего «заглянуть за фасад нормальности» Мастера над монетой: «Для людей, подобных Мизинцу, лгать всё равно что дышать».
Мизинец, по мнению авторов «Beyond the Wall…», «с невероятной ловкостью» манипулирует друзьями и врагами, перемещая их, «словно шахматные фигуры», «по огромной доске». Его умение обольщать заставляет Сансу Старк воспринимать действительность в ложном свете, так что даже обстоятельства смерти её тётки не вызывают у Сансы подозрений, а Бейлиш получает возможность заявить о своих правах на владения покойной супруги. Другой источник, отдавая должное способностям Мизинца, называет его «единственным персонажем», которому не нужна никакая армия для того, чтобы овладеть Орлиным гнездом.

## В экранизации[12]
В телесериале «Игра престолов» роль Петира Бейлиша исполнил ирландский актёр Эйдан Гиллен. Его кандидатуру одобрил лично Джордж Мартин. По словам самого Гиллена, в своей интерпретации образа Бейлиша он ориентировался на реальный прототип — британского политика Питера Мандельсона. Похожую роль, а именно политика Томми Карсетти (члена городского совета и мэра города Балтимор), Эйдан Гиллен сыграл в другом телесериале канала HBO «Прослушка».

#### Первый сезон
В сериале Петир Бейлиш появляется, как и в книге, на внеочередном заседании Малого совета, когда решается вопрос об организации турнира десницы. Уже в первом сезоне есть несколько добавленных сцен с участием этого персонажа: это, в частности, их диалог с Варисом у подножия Железного Трона, во время которого два мастера интриг перебрасываются колкостями, а также сцена в борделе, когда Петир проводит испытание «мастерства» двух своих новых шлюх.

#### Второй сезон
Во втором сезоне Мизинец находится в лагере Ренли во время гибели последнего и рекомендует Лорасу как можно быстрее уехать, чтобы не быть убитым самому. Также он беседует с Маргери о том, хочет ли она быть королевой.

#### Третий сезон
В третьем сезоне подробно показан эпизод, как именно Бейлиш узнал о планах Тиреллов выдать Сансу за Лораса: он подослал к Рыцарю Цветов одного из своих людей под видом оруженосца, и тот в постели без особого труда выпытал у Лораса нужные сведения.

#### Четвертый сезон
В четвёртом сезоне сюжетная линия Петира Бейлиша в сериале близка к книжной. Он по-прежнему успешно плетет свои интриги, а после отравления Джоффри на свадьбе последнего с Маргери помогает скрыться Сансе Старк, хладнокровно убив при этом своего друга и соучастника Донтоса Холларда.

#### Пятый сезон
В пятом сезоне сюжетная линия Бейлиша выходит за рамки уже написанных к тому времени книг. Он лично сопровождает Сансу по пути в Винтерфелл, чтобы выдать её (а не Джейни Пуль, как в книге) за Рамси Болтона. В трактире недалеко от Долины их находит Бриенна Тарт и предлагает Сансе свои услуги, но Мизинец резким тоном отвечает, что она не нуждается в защите. Он приказывает своим людям задержать Бриенну, но той удаётся сбежать.
В Винтерфелле Петир задерживается ненадолго: он получает письмо от Серсеи и вынужден уехать в Королевскую Гавань, не дождавшись свадьбы. В столице он заверяет королеву-регента в своей преданности и в готовности бросить войска Долины на штурм Севера. В то же время он встречается с леди Оленной Тирелл и извещает, что у него для неё есть заманчивое предложение.

#### Шестой сезон
В шестом сезоне Бейлиш помогает Джону Сноу и Сансе Старк завоевать Винтерфелл и уничтожить Болтонов, Амберов и возможно Карстарков с помощью войск Долины Аррен при поддержке Робина Аррена и Джона Ройса. В финале шестого сезона раскрывает свои планы Сансе Старк (завоевать Железный Трон) и, вопреки своим ожиданиям, становится свидетелем провозглашения Джона Сноу королём Севера.

#### Седьмой сезон
В седьмом сезоне после воссоединения Сансы с Арьей пытался поссорить их. Погиб от руки Арьи после того, как Санса публично уличила его в многократном предательстве.

## Критика
Американский публицист Мэтт Стэггс в своей статье «Петир Бейлиш и маска здравомыслия» (англ. Petyr Baelish and The Mask of Sanity) даёт следующую характеристику персонажа: 

Узы семьи, веры и верности способны уберечь большинство людей от состояния бездушия, необходимого претенденту на победу, но Петир Бейлиш по прозвищу «Мизинец» не является обычным человеком: он психопат, что делает его пугающе ловким участником игры. В обороне Мизинца нет эмоциональных брешей, главным образом, потому, что он не испытывает каких-либо подлинных чувств — во всяком случае, в том виде, в каком они проявляются у нормальных людей. Без эмоциональной уязвимости, свойственной здоровому человеку, Мизинец защищён от опасностей, подстерегающих остальных участников борьбы за власть в Вестеросе. Все, кто пытается его обойти, совершают одну и ту же роковую ошибку: они считают, что Мизинец действует по тем же правилам, что и его противники…— Matt Staggs (et al.). Petyr Baelish and The Mask of Sanity // Beyond the Wall: Exploring George R. R. Martin's a Song of Ice and Fire — С. 141—142 (пер. с англ.)
Несмотря на то, что беспринципность и жестокость свойственны многим героям «Песни Льда и Пламени», автор статьи отмечает особый характер преступлений Петира Бейлиша. Отличительной чертой Мизинца как убийцы, по мнению Стэггса, является мотив. В отличие от других героев серии, которые убивают, движимые чувствами (любовь, ненависть, страх и т. п.), либо «по долгу службы», Петир Бейлиш «заботится только о себе и убивает исключительно ради своей выгоды».
Поведению Мизинца присущи такие черты, как «жестокость», «склонность к преступлениям» и «уход от ответственности». По словам Стэггса, «тот факт, что Мизинец носит маску нормальности, делает его ещё более пугающим, чем белые ходоки…».
Исследуя характер героя с точки зрения психиатрии, автор приходит к заключению, что Бейлиш — психопат.

### Мизинец и Варис
В отзывах, посвящённым персонажам Мизинца и Вариса, исследователи нередко сравнивают обоих героев. Согласно М. Стэггсу, в умении манипулировать людьми состязаться с Бейлишем способен разве что Варис. Однако мотивы их поведения различны. Цель Вариса — стабильность в королевстве; он верен монарху и стране, а не отдельным индивидуумам. Мизинец же верен только себе.
По мнению другого автора, обмен любезностями между Варисом и Мизинцем, на первый взгляд, говорит о тесном сотрудничестве между обоими. И лишь по мере прочтения «возникает мысль, что эти двое — непримиримые враги…». Ни Варис, ни Бейлиш «не являются ни дураками, ни льстецами» (как о них думает Эддард Старк): они лишь умело играют свои роли.